# こういうのがいい
『こういうのがいい』は、双龍による日本の漫画作品。『となりのヤングジャンプ』（集英社）にて、2020年10月16日から連載されている。交際していないが、身体のみの関係でもない、気楽な関係の男女を描いた作品。公式サイトの謳い文句は「新感覚・観察型リアルシチュエーション・ストーリー」。
2024年11月時点で累計発行部数は240万部を突破している。2023年9月に実写ドラマ化が発表され、同年10月から12月まで放送された。

## 沿革
2020年3月26日発売の『週刊ヤングジャンプ』（集英社）17号にて、同誌40周年を記念した読み切り連弾企画第6弾として、読み切りを掲載。同年10月16日、読み切りが読者より好評を得て、『となりのヤングジャンプ』（同）にて連載を開始。2021年5月には本作のボイスコミックが公開されている。

## あらすじ
村田元気と江口友香はそれぞれ以前の恋人との恋愛で燃え尽きており、未だ新たな恋人を作る気力がない状態にあった。その二人が遊んでいるオンラインゲームの飲み会で出会って意気投合し、そのままラブホテルに行くことになる。その後、江口友香は村田元気の最寄り駅近くのファミリーレストランに異動になり、二人の友達付き合いが始まることになった。しばしば体を重ねることもある二人の日常が描かれていく。

## 登場人物
声の項はボイスコミックの声優。
江口 友香（えぐち ともか）
声 - 五十嵐裕美
本作の主人公のひとり。ゲームキャラ名は「トモカ」。ファミリーレストランのホールスタッフのアルバイトをやっている。「モモンバ」名でゲーム配信をやっている。趣味はゲームとAV鑑賞。村田と会った後、桃色の髪に染めた。
エッチなことが大好きで、露出もしたがり、素の口調も「まん●」「ちん●」を付けるなどおふざけな感じであるが、前の彼氏には「下ネタ好きな友香」を常に否定されていて、我慢の限界で別れざるを得なかった。この恋愛燃え尽き状態で新たな彼氏を作る気にはなれていない。しかし友香の下ネタに普通に対応してくれる村田には懐いたようで、しばしばSNSメッセージ（セクスティング含む）を送るようになっている。
村田 元気（むらた もとき）
声 - 河西健吾
本作の主人公のひとり。ゲームキャラ名は「ムラタング」。IT系企業のエンジニアで主に在宅でテレワークしている。以前やっていたバンドではギター担当だった。喫煙者。冷静な性格。相手に合わせる対応力が高い。
前の彼女がオセロ症候群で対処できなくなり、別れざるを得なかった。この恋愛燃え尽き状態で新たな彼女を作る気にはなれていない。業務は得意な分野であるらしく、遂行振りには周囲からの信頼がある。
伊藤 寿哉（いとう かずや）
江口友香の職場の後輩。友香が好きな様子。
今下 伊好（いました いよ）
村田元気の職場の上司（部長）。村田が好きな様子。
江口 徳子（えぐち とくこ）
友香の姉。妹とは仲良し。村田の会社での後輩であり、同じプロジェクトで働くことになる。
拝島 陸夫（はいじま りくお）
村田元気の職場の上司（マネージャー）。今下とは同期入社。既婚。

## 書誌情報
- 双龍『こういうのがいい』集英社〈ヤングジャンプ コミックス〉、既刊10巻（2025年5月19日現在）
  1. 2021年5月19日発売[8][集 1]、ISBN 978-4-08-891887-7
  2. 2021年12月17日発売[1][集 2]、ISBN 978-4-08-892168-6
  3. 2022年6月17日発売[3][集 3]、ISBN 978-4-08-892334-5
  4. 2022年12月19日発売[集 4]、ISBN 978-4-08-892497-7
  5. 2023年6月19日発売[9][集 5]、ISBN 978-4-08-892731-2
  6. 2023年7月19日発売[集 6]、ISBN 978-4-08-892749-7
  7. 2023年11月17日発売[集 7]、ISBN 978-4-08-893051-0
  8. 2024年5月17日発売[集 8]、ISBN 978-4-08-893297-2
  9. 2024年11月19日発売[集 9]、ISBN 978-4-08-893468-6
  10. 2025年5月19日発売[集 10]、ISBN 978-4-08-893634-5

## コラボレート・企画
2022年12月15日発売の『週刊ヤングジャンプ』2023年3号にて、ショーダンサーのももとコラボレートしたグラビアを掲載。グラビアでは、本作の友香の装いをしている。同日、電子書籍限定でフォトブック『『こういうのがいい』コラボグラビア』が発売されている。
2023年10月19日発売の『週刊ヤングジャンプ』47号付属小冊子では、テレビドラマで友香役を演じる田中美麗とコラボレート。劇中エピソードを再現したグラビアが掲載されている。
2023年10月に実写ドラマ化の特設サイトが公開された。また、TVドラマ化記念で主演の2人のインタビューが公開された。
2023年11月に７巻発売記念キャンペーンで『 #こういうのがいいフリースワイプ！』が公開された。

## テレビドラマ
2023年10月30日（29日深夜）から12月18日（17日深夜）まで朝日放送テレビ（関西ローカル）にて放送された。

### キャスト
村田元気
演 - 西山潤
江口友香
演 - 田中美麗
性に奔放な性格をしている。
今下伊好
演 - 岸明日香
村田の会社の上司。
江口徳子
演 - 冨手麻妙
友香の姉。
伊藤寿哉
演 - 青山凌大
友香の後輩。ファミレスでアルバイトをしている。
拝島陸夫
演 - ほしのディスコ
村田の先輩。愛妻家。
川瀬愛
演 - 大谷凜香
友香と伊藤の後輩。伊藤に好意を抱く。

### スタッフ
- 原作 - 双龍『こういうのがいい』（集英社 ヤングジャンプ コミックス刊）[15]
- 脚本 - 三木康一郎[15]
- 監督 - 三木康一郎、小林和紘（FCC）、雨宮由依（FCC）[15]
- 音楽 - 小山絵里奈[15]
- 主題歌 - macico「humor」[15]
- オープニングテーマ - 西山潤×田中美麗「ラブ69」
- 企画・プロデュース - 清水一幸[15]
- プロデューサー - 川村未来、溝口道勇（FCC）、郷田悠（FCC）[15]
- 制作協力 - FCC[15]
- 制作著作 - 朝日放送テレビ[15]

### 放送日程
| 話数   | 放送日   | サブタイトル                           | 監督       |
| ------ | -------- | -------------------------------------- | ---------- |
| 第1話  | 10月30日 | お初で奇遇な出会いの夜に?              | 三木康一郎 |
| 第2話  | 11月06日 | 理想のトモダチ像って?                  | 三木康一郎 |
| 第3話  | 11月13日 | 2人だけどひとり、1人だけどふたり?      | 三木康一郎 |
| 第4話  | 11月20日 | 恋とは何だ?恋人って必要!?              | 三木康一郎 |
| 第5話  | 11月27日 | 性癖って深い?                          | 小林和紘   |
| 第6話  | 12月04日 | 理解不能な関係性?                      | 小林和紘   |
| 第7話  | 12月11日 | 性欲・食欲・睡眠欲!三大欲求充足の危機? | 雨宮由依   |
| 最終話 | 12月18日 | 慣れても飽きないふたりの隠し事?        | 雨宮由依   |

- 第4話は前日放送の『世界ラリー日本大会 ラリージャパン2023』（21:00 - 22:30）に伴う特別編成の関係で5分繰り下げ、1時 - 1時35分に放送された。
- 第7話は前日放送の『フィギュアスケート･グランプリ フィギュアファイナル2023 最終日・エキシビション他』（23:00 - 翌0:55）に伴う特別編成の関係で30分繰り下げ、1時25分 - 2時に放送された。
- 最終話は番組編成の都合で25分繰り下げ、1時20分 - 1時55分に放送された。

| 朝日放送テレビ 月曜 0:55 - 1:30       | 朝日放送テレビ 月曜 0:55 - 1:30                | 朝日放送テレビ 月曜 0:55 - 1:30 |
| 前番組                                | 番組名                                         | 次番組                          |
| ------------------------------------- | ---------------------------------------------- | ------------------------------- |
| ●●ちゃん （2023年8月21日 - 10月23日） | こういうのがいい （2023年10月30日 - 12月18日） | -                               |

### 集英社BOOK NAVI
以下の出典は『集英社BOOK NAVI』（集英社）内のページ。書誌情報の発売日の出典としている。
1. ↑  “こういうのがいい1／双龍”.   集英社. 2023年11月11日閲覧。
2. ↑  “こういうのがいい2／双龍”.   集英社. 2023年11月11日閲覧。
3. ↑  “こういうのがいい3／双龍”.   集英社. 2023年11月11日閲覧。
4. ↑  “こういうのがいい4／双龍”.   集英社. 2023年11月11日閲覧。
5. ↑  “こういうのがいい5／双龍”.   集英社. 2023年11月11日閲覧。
6. ↑  “こういうのがいい6／双龍”.   集英社. 2023年11月11日閲覧。
7. ↑  “こういうのがいい7／双龍”.   集英社. 2023年11月17日閲覧。
8. ↑  “こういうのがいい8／双龍”.   集英社. 2024年5月17日閲覧。
9. ↑  “こういうのがいい9／双龍”.   集英社. 2024年11月19日閲覧。
10. ↑  “こういうのがいい10／双龍”.   集英社. 2025年5月19日閲覧。